# Гай Марцій Рутіл
Гай Ма́рцій Руті́л (лат. Gaius Marcius Rutilus; ? — після 342 до н. е.) — політичний, державний та військовий діяч часів Римської республіки, чотириразовий консул 357, 352, 344, 342 років до н. е.

## Життєпис
Походив з плебейського роду Марціїв. Син Луція Марція Рутіла. Про молоді роки мало відомостей.
У 357 році до н. е. його було обрано консулом разом з Гнеєм Манлієм Капітоліном Імперіосом.
356 року до н. е. у зв'язку з війною із етрусками за рішенням сенату призначений диктатором. Своїм заступником, начальником кінноти, призначив Гая Плавція Прокула. Гай Марцій завдав ворогові рішучої поразки та відсвяткував тріумф всупереч волі сенату та за згодою плебсу.
У 352 році до н. е. його вдруге було обрано консулом, цього разу разом з Публієм Валерієм Публіколою. У 351 році до н. е. його обрано цензором разом з Гнеєм Манлієм Капітоліном Імперіосом.
У 344 році до н. е. його втретє було обрано консулом, цього разу разом з Титом Манлієм Імперіосом Торкватом. У 342 році до н. е. його вчетверте обрано консулом, цього разу разом з Квінтом Сервілієм Агалою. Того року тривала Перша самнітська війна. Гаю Марцію було доручено командування військом біля Капуї. Проте він не зміг досягти суттєвих успіхів, а згодом почалися заворушення поміж легіонерів. У результаті призначено диктатора Марка Валерія Максима Корва.
З того часу про подальшу долю Гая Марція Рутіла згадок немає.

## Родина
- Гай Марцій Рутил Цензорин, консул 310 року.